# Isabelle Dorsimond
Isabelle Dorsimond, née le 14 septembre 1961 à Liège en Belgique, est une grimpeuse belge. 

## Carrière
En 1987, elle crée avec Marc Bott la première salle d'escalade indoor commerciale « Terres Neuves » à Bruxelles, où sont organisés les premiers Championnat d'escalade de Belgique en 1988.
Elle est également connue pour l'escalade de la façade de l'hôtel Sheraton de Bruxelles en 1988[réf. nécessaire] et en 2012 avec Nicolas Favresse à l'occasion des 25 ans de la salle. 

## Palmarès
Lors de la coupe du monde d'escalade de 1989, elle termine première de la catégorie vitesse[réf. nécessaire]. En 1991, elle participe aux championnats du monde d'escalade 1991 à Francfort et remporte l'épreuve de vitesse. Durant les saisons 1991 et 1992, elle prend part à plusieurs étapes de la coupe du monde dans la catégorie difficulté. Aux championnats de 1993 à Innsbruck, toujours dans la discipline de vitesse, elle termine 2e.